# ليوبولدو ألفريدو برافو
ليوبولدو ألفريدو برافو (بالإسبانية: Leopoldo Alfredo Bravo)‏ هو دبلوماسي وسياسي أرجنتيني، ولد في 30 يوليو 1960 في سان خوان في الأرجنتين، وتوفي بنفس المكان في 30 أكتوبر 2010 بسبب سرطان الرئة. حزبياً، نشط في Partido Bloquista ‏. وقد انتخب سفير وانتخب عضو مجلس النواب في الأرجنتين.